# Lixheim
Lixheim is een stadje en gemeente in het Franse departement Moselle (regio Grand Est) en telt 572 inwoners (1999). De plaats maakt deel uit van het arrondissement Sarrebourg-Château-Salins.

## Geografie
De oppervlakte van Lixheim bedraagt 4,0 km², de bevolkingsdichtheid is 143,0 inwoners per km².
De onderstaande kaart toont de ligging van Lixheim met de belangrijkste infrastructuur en aangrenzende gemeenten.

## Demografie
Onderstaande figuur toont het verloop van het inwonertal (bron: INSEE-tellingen).